# Talautoclyster marikoae
Talautoclyster marikoae är en skalbaggsart som beskrevs av Yamaya 2001. Talautoclyster marikoae ingår i släktet Talautoclyster och familjen Dynastidae. Inga underarter finns listade i Catalogue of Life.